# Abhar (Verwaltungsbezirk)
Abhar (persisch شهرستان ابهر) ist ein Schahrestan in der Provinz Zandschan im Iran. Er enthält die Stadt Abhar, welche die Hauptstadt des Verwaltungsbezirks ist. 

## Demografie
Bei der Volkszählung 2016 betrug die Einwohnerzahl des Schahrestan 151.528. Die Alphabetisierung lag bei 89 Prozent der Bevölkerung. Knapp 83 Prozent der Bevölkerung lebten in urbanen Regionen.
| Zensusjahr | Einwohnerzahl |
| ---------- | ------------- |
| 2011       | 140.584       |
| 2016       | 151.528       |